# Giovan Battista Ballanti Graziani

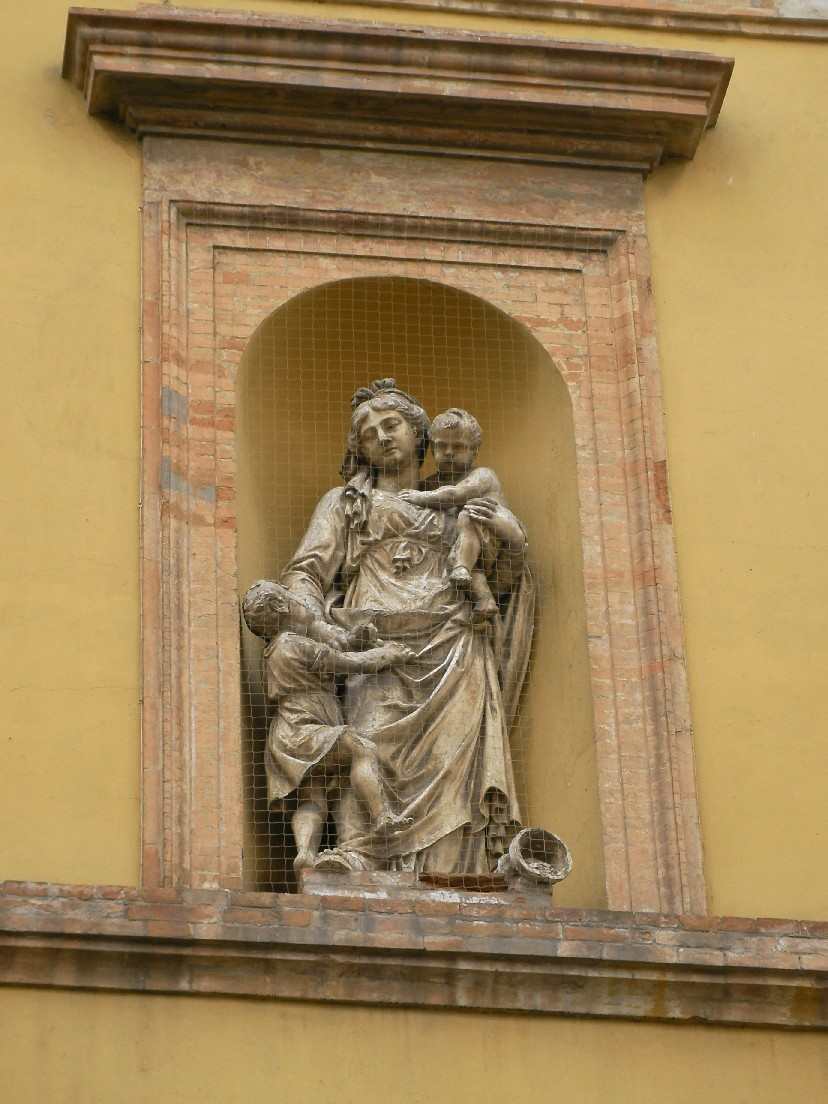
La Carità dei fratelli Ballanti Graziani, nel Palazzo dell'Antico Ospedale, a Forlì

Giovan Battista Ballanti Graziani (Faenza, 1762 – Faenza, 1835) è stato un decoratore italiano, uno dei più rappresentativi decoratori del neoclassicismo romagnolo.

## Biografia
Figlio dell'incisore e plasticatore Giuseppe Ballanti che venne soprannominato Graziã (dizione dialettale romagnola), da cui l'aggiunta di Graziani al cognome a partire dalla generazione successiva. Assieme al fratello Francesco diede vita alla bottega "Ballanti Graziani" che in seguito fu acquisita dal genero di quest'ultimo, Giovanni Collina, che aggiunse Graziani al suo cognome. Con il fratello fece anche un viaggio a Roma nel 1824, ospiti del pittore Tommaso Minardi, e questo viaggio cambiò radicalmente il suo stile, verso una maggior naturalezza.
I Ballanti Graziani furono particolarmente attivi nei principali palazzi romagnoli ristrutturati tra la fine del XVIII secolo e l'inizio del XIX.
La loro bottega ha realizzato notevoli stucchi e statue:
- nella Chiesa del Carmine, a Forlì, la statua della Madonna del Carmelo;
- nel Palazzo Manzoni, a Forlì;
- nel Palazzo dell'Antico Ospedale (o Palazzo del Merenda), sempre di Forlì: si segnala in particolare, la statua della Carità, all'angolo in alto a destra del palazzo;
- nel Palazzo Sirotti Gaudenzi di Cesena: qui si segnalano le decorazioni del salone raffiguranti "Le tre Grazie" e "Sacrificio pagano".
- nel Palazzo Cavina e nel Palazzo Morri a Faenza realizzò nel 1816 delle sovrapporte in stucco.
- nella Villa Laderchi al Prato, Casa Morri, Casa Piani, Casa Guidi e Casa Passanti fece opere in terracotta.
- nella Cappella di San Terenzio in Cattedrale nel 1810 collaborò con Pietro Tomba.

Anche nel celebre Palazzo Milzetti di Faenza, il cui ciclo decorativo è stato diretto da Felice Giani, il Ballanti Graziani ha lasciato importanti tracce della sua arte.
Fu inoltre collaboratore di Gaetano Bertolani. Assieme a lui, a Giani e al fratello Francesco, si occupò di alcuni lavori nella chiesa di San Girolamo all'Osservanza, in occasione della beatificazione di Leonardo da Porto Maurizio.
Nel 1805, nella circostanza dell'imminente visita di Napoleone Bonaparte a Faenza, operò in collaborazione con l'architetto Giuseppe Pistocchi per l'erezione di un arco in legno, tela e stucco, nuovamente insieme a Francesco.

## Opere
- Statua di Gesù Bambino attribuita a G.B.Ballanti Graziani, su beweb.chiesacattolica.it.
- Statua Madonna Immacolata Concezione, su beweb.chiesacattolica.it.
- Statua Madonna Immacolata Concezione, su beweb.chiesacattolica.it.
- Statua Madonna Immacolata Concezione, su beweb.chiesacattolica.it.
- Statua S. Vincenzo Ferrer, su beweb.chiesacattolica.it.
- Bassorilievo miracolo di S.Emiliano (1809), su beweb.chiesacattolica.it.
- Statua di allegoria della Prudenza (1809), su beweb.chiesacattolica.it.
- Statua di sant'Antonio da Padova, su beweb.chiesacattolica.it.
- Statua di sant'Antonio da Padova, su beweb.chiesacattolica.it.
- Statua di sant'Antonio da Padova, su beweb.chiesacattolica.it.
- Monumento sepolcrale di Giuseppe Pistocchi (1814), su beweb.chiesacattolica.it.
- Statua della Madonna del Rosario, su beweb.chiesacattolica.it.
- Statua di Santa Giulia, su beweb.chiesacattolica.it.
- Statua di San Carlo Borromeo (1808-1809), su beweb.chiesacattolica.it.
- Altorilievo con San Michele Arcangelo (1810), su beweb.chiesacattolica.it.
- Gruppo scultoreo della Pietà, su beweb.chiesacattolica.it.
- Statua della Madonna Addolorata, su beweb.chiesacattolica.it.
- Statua da Sant'Agata e un angioletto, su beweb.chiesacattolica.it.
- Statua di Sant'Andrea Avellino, su beweb.chiesacattolica.it.